# André Trindade
André Trindade da Costa Neto (* 16. Juli 2001 in Ibirataia, Bahia), auch André genannt, ist ein brasilianischer Fußballspieler, der als defensiver Mittelfeldspieler für den Premier-League-Verein Wolverhampton Wanderers und die brasilianische Nationalmannschaft spielt.

## Karriere

### Verein

#### Fluminense
André kam 2013 im Alter von 12 Jahren in die Jugendakademie vom Fluminense FC. Sein Profidebüt gab André am 16. September 2020, als er beim 1:0-Heimsieg gegen Atlético Goianiense in der Copa do Brasil eingewechselt wurde. Vier Tage später stand er bei der 0:1-Auswärtsniederlage gegen Sport Recife erstmals in der Série A auf dem Platz. Am 4. Juli 2021 erzielte André sein erstes Profitor, als er beim 1:0-Auswärtssieg gegen Flamengo in letzter Minute den Siegtreffer erzielte. Im Verlauf der Saison 2021 wurde er aufgrund guter Leistungen ins Team der besten Newcomer gewählt. In der folgenden Saison 2022 wurde er in die Auswahl des Jahres gewählt.
Am 4. November 2023 stand er mit Fluminense im Finale der Copa Libertadores gegen die Boca Juniors in der Startelf stand, das mit einem 2:1-Sieg nach Verlängerung endete und den ersten Titel für seinen Verein in diesem Wettbewerb bedeutete. Von der CONMEBOL wurde er für seine guten Leistungen in die Auswahl der Copa-Saison 2023 gewählt.

#### Wolverhampton
Am 30. August 2024 wechselte André zum Premier-League-Verein Wolverhampton Wanderers, wo er einen Vertrag bis 2029 erhielt.

### Nationalmannschaft
André wurde von Trainer Tite in den 55-köpfigen vorläufigen Kader Brasiliens für die FIFA Fußball-Weltmeisterschaft 2022 aufgenommen, jedoch nicht für das Turnier nominiert. Am 20. Juni 2023 gab er sein Länderspieldebüt, als er bei einem Freundschaftsspiel gegen Senegal in der 74. Minute für Lucas Paquetá eingewechselt wurde.

## Erfolge
Fluminense
- Copa Libertadores: 2023
- Recopa Sudamericana: 2024
- Taça Guanabara: 2022, 2023
- Campeonato Carioca: 2022, 2023

Auszeichnungen
- Prêmio Craque do Brasileirão: 2021 Entdeckung des Jahres, 2022 Mannschaft des Jahres